# Novemvirs
« Novemvirs » (du latin novemviri « neuf hommes ») est le nom que les Romains ont donné aux archontes d’Athènes parce que ces derniers étaient au nombre de neuf.